# Atrocalopteryx atrocyana
Atrocalopteryx atrocyana là loài chuồn chuồn trong họ Calopterygidae. Loài này được Fraser mô tả khoa học đầu tiên năm 1935.